# منتخب إسبانيا تحت 18 سنة لهوكي الجليد للسيدات
منتخب إسبانيا تحت 18 سنة لهوكي الجليد للسيدات هو ممثل إسبانيا الرسمي في المنافسات الدولية في هوكي الجليد في فئة هوكي الجليد للسيدات ‏ تحت 18 سنة ويعرف ايضا باسم كأس الأمير تحت 18 عامًا